# Paraglenurus pinnulus
Paraglenurus pinnulus là một loài côn trùng trong họ Myrmeleontidae thuộc bộ Neuroptera. Loài này được Auber miêu tả năm 1955.